# Scindapsus cuscuaria
Scindapsus cuscuaria — вид квіткових рослин із родини кліщинцевих (Araceae), роду Scindapsus. Це ліана, рідним ареалом якої є Нікобарські острови, Філіппіни, Молуккські острови, Ява.